# CENTA2
CENTA2‏ (ArfGAP with dual PH domains 2) هوَ بروتين يُشَفر بواسطة جين CENTA2 في الإنسان.